# Luise Leven
Luise Leven, eigentlich Louise Wilhelmine Leven (* 3. Dezember 1899 in Krefeld; † 17. Juli 1983 in Hindhead, Surrey), war eine promovierte Musikwissenschaftlerin, Musikerin und Musikpädagogin, die 1939 aus Deutschland emigrieren musste. Sie ging an die Stoatley Rough School, wo sie bis 1960 zunächst als Lehrerin und später auch als stellvertretende Schulleiterin wirkte.

## Jugend und Ausbildung
Luise Leven stammte aus einer jahrhundertelang in Krefeld ansässigen und finanziell gut versorgten Familie, wo ihr Vater als Geschäftsführer arbeitete. Ihre Kindheit ist nach ihren eigenen Aussagen sehr harmonisch verlaufen. Sie besuchte die örtliche Höhere Mädchenschule und erhielt mit 16 Jahren die Mittlere Reife. Anschließend ging sie auf das Oberlyzeum. Nach dem Abschlussexamen folgte ein einjähriger Ausbildungskurs für Musiklehrer, den sie durch zusätzlichen Musikunterricht ergänzte. Im April 1920 begann sie dann ein Studium an der Hochschule für Musik in Frankfurt sowie an den Universitäten in Frankfurt und Berlin.
Leven bezeichnet ihr Studium selber als „extravagant“ und musste dies auch nicht einschränken, als inflationsbedingt auch ihr Vater finanzielle Verluste hinnehmen musste. Sie studierte sechs Jahre lang Musikwissenschaft im Hauptfach („bestimmt kein Brotberuf, besonders nicht für ein Mädchen“) und belegte Philosophie, Deutsche Philologie und Kunstgeschichte in den Nebenfächern. 1926 wurde sie von der Philosophischen Fakultät der Universität Frankfurt zum Dr. phil. promoviert. Für ihre Dissertation erhielt sie von der Universität und von Landgraf Alexander Friedrich von Hessen eine Auszeichnung.

## Berufsleben vor der Emigration nach England
Luise Leven kehrte nach dem Abschluss ihres Studiums im Jahre 1926 wieder nach Krefeld zurück. Sie unterrichtete als Dozentin am Staatlichen Musiklehrerseminar Musikgeschichte, Kunstgeschichte und Theorie. Parallel dazu arbeitete sie als Klavierlehrerin am Städtischen Konservatorium und als Lehrerin für allgemeine Musikerziehung an der Volksmusikschule. Doch ihr Aktionsradius war damit noch nicht ausgeschöpft: „Daneben hatte ich Privatschüler. Ich wurde Vorsitzende des Musiklehrerinnen-Verbandes, hielt eine große Anzahl von Vorträgen, schrieb Kritiken und Artikel für verschiedene Zeitungen, begleitete Sänger. Ich half besonders einer befreundeten Sängerin, deren Chor ich häufig leitete. Ich hatte einen großen Freundeskreis, hauptsächlich mit musikalischen Interessen.“
Die dramatischen Veränderungen in Luise Levens Leben begannen nach der Machtergreifung der Nazis. Sie war Jüdin und damit unmittelbar vom Berufsverbot bedroht. Drei Jahre lang noch konnte der Direktor des Staatlichen Musiklehrerseminars ihre Kündigung hinauszögern, doch sie konnte keinen Privatunterricht mehr geben und musste den allmählichen Verfall ihrer bürgerlichen Existenz hinnehmen. Einen Halt in dieser Situation gab ihr die Tätigkeit für die jüdische Gemeinde. Luise Leven, bislang mit jüdischer Religion und jüdischen Gebräuchen kaum vertraut, wurde Chorleiterin und Organistin in der Synagoge, lernte Hebräisch, unterrichtete Englisch an einer jüdischen Schule und auch privat und organisierte Konzerte. Zudem unterhielt sie Kontakte zur Stoatley Rough School wo sie 1934 erstmals an einer „summer school“ teilgenommen hatte.
Eine Emigration erschien ihr vorerst noch nicht vertretbar. 1937 war ihr Vater gestorben, und sie wollte ihre damals knapp siebzigjährige Mutter nicht alleine lassen. Die Perspektive veränderte sich, nachdem es gelungen war, für die Mutter eine Aufenthaltserlaubnis für Holland zu erhalten und die Mutter dort auf verwandtschaftliche Beziehungen zurückgreifen konnte. Zudem sah sich die Jüdische Gemeinde Krefeld im Januar 1939 gezwungen, Luise Leven um Aufgabe ihrer Stelle in der Gemeinde zu bitten, da nach dem Synagogen-Brand beim Novemberpogrome 1938 ein Gemeindeleben nicht mehr möglich war. Für Luise Leven war damit der Weg frei, das Angebot von Hilde Lion anzunehmen (deren Lebenspartnerin sie wurde), um an der von dieser gegründeten Schule zu arbeiten. Hilde Lion hatte ihr mit Hilfe des German Jewish Aid Committee in London eine auf ein Jahr befristete Aufenthaltserlaubnis besorgen können. Im März 1939 kam Luise Leven in England an.

## Exil in England
Das erste Jahr in England war voller Unsicherheiten: Luise Leven hatte eine Aufenthaltserlaubnis, aber sie durfte kein Geld verdienen, und die Befristung auf ein Jahr erlaubte keine längerfristige Perspektive. Auch war nicht klar, ob die Schule sie längerfristig würde finanzieren können.
Der Ausbruch des Zweiten Weltkriegs erwies sich für sie, so zynisch das klingt, als Glücksfall, denn nun wurden die Aufenthaltsbedingungen in Großbritannien gelockert und sie erhielt eine unbefristete Aufenthaltserlaubnis. Dafür wuchsen die Sorgen um die auf dem Kontinent verbliebenen Verwandten, insbesondere die Mutter. Alle Hilfsversuche scheiterten. Luise Levens Mutter und vierzehn Verwandte wurden deportiert und ermordet.
Nachdem sich Luise Leven in ihrem ersten Jahr als „Mädchen für alles“ an der Schule betätigt hatte, leitete sie von 1940 bis 1960 die Musikerziehung an der Stoatley Rough School und fungierte später als stellvertretende Schulleiterin. Sie organisierte zahlreiche kulturelle Aktivitäten, die auch das Umfeld der Schule einbezogen. Vorübergehend unterrichtete sie auch an einer Schule für Mädchen in Farnham und arbeitete als Musikwissenschaftlerin und als Berichterstattung für lokale Zeitungen.

Ihre Erinnerungen schloss sie mit folgendem Zitat: 

„Ich hatte Glück in mancher Hinsicht, und ich bin sehr dankbar dafür. Aber mit Schuberts ‚Wanderer‘ kann ich singen ‚Ich bin ein Fremdling überall‘.“

## Ehrungen
- In Hüls (Krefeld) ist eine Schule mit dem Förderschwerpunkt Hören und Kommunikation nach Luise Leven benannt (LVR Luise Leven Schule).

## Werke
- Luise Leven: Mendelssohn als Lyriker unter besonderer Berücksichtigung seiner Beziehungen zu Ludwig Berger, Bernhard Klein und Ad. Bernh. Marx, Mahler, Krefeld, 1927 (Frankfurter Philosophische Dissertation vom 11. Februar 1927).
- Im WorldCat werden mehrere musikwissenschaftliche Aufsätze von ihr unter ihrem Namen Louise W. Leven angezeigt:
  - An Unpublished Mendelssohn Manuscript, in:  The Musical Times, v89 n1270 (19481201): 361–363
  - Loewe and Schubert, in: The Musical Times, v110 n1517 (19690701): 741
  - Clara Schumann's First Visit to England, in: The Musical Times, v97 n1358 (19560401): 190–191
  - Mendelssohn Drawing, Beethoven Rondo, in: The Musical Times, v104 n1447 (19630901): 637–638 (der Artikel entstand in Zusammenarbeit von: Jack Werner; Ralph Leavis; Stanley Sadie; Louise W Leven; Leonard I Gentle)